# 31기 왕위전
31기 왕위전은 중앙일보가 주최하고 한국기원 소속 전문기사로 참가한 국내 기전이다. 도전 7번기 에서는 왕위 이창호 九단이 도전자 조훈현 九단을 4:0으로 완봉승하며 2연패와 통산 3회 우승을 차지했다.

## 출전 기사 명단
- 본선 시드 : 유창혁 九단(전기 30기 준우승자), 조훈현 九단(31기 준우승), 서봉수 九단, 최규병 八단
- 예선 통과자 : 김수장 九단, 정대상 七단, 목진석 三단, 최명훈 五단
- 왕위 : 이창호 九단 (전기 30기 우승자, 31기 우승자)

## 도전 7번기
| 결승전 |                     |   |  |  |  |  |
|        |                     |   |  |  |  |  |
|        |                     |   |  |  |  |  |
|        | 이창호 九단(왕위)   | 4 |  |  |  |  |
|        | 조훈현 九단(도전자) | 0 |  |  |  |  |

## 대국 결과
| 대진          | 연도   | 대국일자  | 승자               | 패자                 | 결과              | 기보 |
| ------------- | ------ | --------- | ------------------ | -------------------- | ----------------- | ---- |
| 2차예선 결승  | 1996년 | 10월 11일 | 김수장 九단        | 안조영 三단          |                   |      |
| 2차예선 결승  | 1996년 | 10월 12일 | 정대상 七단        | 김희중 八단          | 189수 흑 불계승   |      |
| 2차예선 결승  | 1996년 | 10월 21일 | 최명훈 五단        | 김승준 四단          |                   |      |
| 2차예선 결승  | 1996년 | 10월 21일 | 목진석 三단        | 조대현 八단          |                   |      |
| 본선리그 1국  | 1996년 | 11월 7일  | 조훈현 九단        | 정대상 七단          | 194수 백 불계승   |      |
| 본선리그 2국  | 1996년 | 11월 7일  | 최명훈 五단        | 서봉수 九단          | 288수 흑 6집반승  |      |
| 본선리그 3국  | 1996년 | 11월 14일 | 목진석 三단        | 최규병 八단          | 165수 흑 불계승   |      |
| 본선리그 4국  | 1996년 | 12월 11일 | 유창혁 九단        | 김수장 九단          | 108수 백 불계승   |      |
| 본선리그 5국  | 1997년 | 1월 20일  | 정대상 七단        | 유창혁 九단          | 206수 백 불계승   |      |
| 본선리그 6국  | 1997년 | 1월 24일  | 최명훈 五단        | 최규병 八단          | 274수 백 불계승   |      |
| 본선리그 7국  | 1997년 | 2월 5일   | 조훈현 九단        | 김수장 九단          | 115수 흑 불계승   |      |
| 본선리그 8국  | 1997년 | 2월 28일  | 최규병 八단        | 김수장 九단          | 183수 흑 불계승   |      |
| 본선리그 9국  | 1997년 | 3월 6일   | 목진석 三단        | 서봉수 九단          | 261수 백 반집승   |      |
| 본선리그 10국 | 1997년 | 3월 14일  | 서봉수 九단        | 정대상 七단          | 227수 흑 8집반승  |      |
| 본선리그 11국 | 1997년 | 3월 18일  | 조훈현 九단        | 최명훈 五단          | 277수 흑 2집반승  |      |
| 본선리그 12국 | 1997년 | 3월 24일  | 목진석 三단        | 유창혁 九단          | 248수 백 불계승   |      |
| 본선리그 13국 | 1997년 | 3월 24일  | 최규병 八단        | 정대상 七단          | 238수 백 불계승   |      |
| 본선리그 14국 | 1997년 | 4월 7일   | 김수장 九단        | 서봉수 九단          | 245수 흑 불계승   |      |
| 본선리그 15국 | 1997년 | 4월 8일   | 최명훈 五단        | 유창혁 九단          | 197수 흑 불계승   |      |
| 본선리그 16국 | 1997년 | 5월 2일   | 조훈현 九단        | 최규병 八단          | 170수 백 불계승   |      |
| 본선리그 17국 | 1997년 | 5월 7일   | 정대상 七단        | 목진석 三단          | 186수 백 불계승   |      |
| 본선리그 18국 | 1997년 | 5월 21일  | 김수장 九단        | 정대상 七단          | 119수 흑 불계승   |      |
| 본선리그 19국 | 1997년 | 5월 23일  | 서봉수 九단        | 최규병 八단          | 199수 흑 불계승   |      |
| 본선리그 20국 | 1997년 | 5월 28일  | 서봉수 九단        | 유창혁 九단          | 217수 흑 불계승   |      |
| 본선리그 21국 | 1997년 | 5월 30일  | 최명훈 五단        | 김수장 九단          | 273수 흑 반집승   |      |
| 본선리그 22국 | 1997년 | 5월 30일  | 유창혁 九단        | 최규병 八단          | 87수 흑 불계승    |      |
| 본선리그 23국 | 1997년 | 5월 30일  | 서봉수 九단        | 조훈현 九단          | 257수 흑 12집반승 |      |
| 본선리그 24국 | 1997년 | 6월 2일   | 목진석 四단        | 김수장 九단          | 220수 흑 불계승   |      |
| 본선리그 25국 | 1997년 | 6월 2일   | 조훈현 九단        | 유창혁 九단          | 178수 흑 불계승   |      |
| 본선리그 26국 | 1997년 | 6월 2일   | 정대상 七단        | 최명훈 五단          | 268수 흑 1집반승  |      |
| 본선리그 27국 | 1997년 | 6월 9일   | 조훈현 九단        | 목진석 三단          | 126수 백 불계승   |      |
| 본선리그 28국 | 1997년 | 6월 13일  | 최명훈 五단        | 목진석 三단          | 280수 흑 2집반승  |      |
| 도전 1국      | 1997년 | 6월 25일  | 이창호 九단 (왕위) | 조훈현 九단 (도전자) | 170수 흑 불계승   |      |
| 도전 2국      | 1997년 | 7월 5일   | 이창호 九단 (왕위) | 조훈현 九단 (도전자) | 260수 흑 반집승   |      |
| 도전 3국      | 1997년 | 7월 10일  | 이창호 九단 (왕위) | 조훈현 九단 (도전자) | 90수 백 불계승    |      |
| 도전 4국      | 1997년 | 7월 21일  | 이창호 九단 (왕위) | 조훈현 九단 (도전자) | 273수 흑 반집승   |      |
| 도전 5국      | 1997년 | 월 일     |                    |                      |                   |      |
| 도전 6국      | 1997년 | 월 일     |                    |                      |                   |      |
| 도전 7국      | 1997년 | 월 일     |                    |                      |                   |      |